# がんばれ!クムスン
『がんばれ!クムスン』は、韓国文化放送（MBC）で2005年2月14日から同年9月30日まで毎週月曜日から金曜日に放送された連続帯ドラマ（イルイルドラマ）である。全163話。最高視聴率は40.1%。

シングルマザー、クムスンを中心としたホームドラマ。主演のハン・ヘジンはこの作品で2005年MBC演技大賞「最優秀演技賞」を受賞した。題名は韓国の歌手ヒョン・イン（玄仁）のトロットに由来する。

## あらすじ
主人公のナ・クムスンは20歳。幼い頃に両親を亡くし祖母と二人で暮らしている。明るく前向きで努力家の彼女の夢は美容師になること。しかし懸命の努力も実らずいつも美容師の試験に落ちてしまう。そんななかで従妹のクマの実家が営む下宿屋に下宿している大学生ノ・ジョンワンとたった一夜の過ちで妊娠してしまう。結婚を決意したクムスンとジョンワンであったがジョンワンの両親に猛反対されてしまう。紆余曲折を経て両親は折れ、同居を条件に晴れてジョンワンと結婚することが出来るのだが数日後、ジョンワンは迷子になったクムスンのもとに向かう途中で交通事故で死んでしまう。ジョンワンが死んだことでクムスンを家から出そうとする義父母であったが行き場のないクムスンはジョンワンの実家で子供を生んで育てることを決心する。

## キャスト
主要人物
- ナ・クムスン - ハン・ヘジン
この物語の主人公。明るく前向きな性格で美容師を目指している。若くして出産し義父母と暮らしながら仕事に家事、子育てもこなしている。
- ク・ジェヒ - カン・ジファン
チャン医師の愛弟子で外科医をしている。クムスンが勤めるオ・ミジャ美容室のオーナーの息子。ウンジュと付き合うが妹としか思っていない。次第にクムスンに惹かれてゆくが実は子持ちだったと知ってショックを受ける。
- チャン・ウンジュ - イ・セウン
チャン医師の長女で海外でメイクを学びオ・ミジャ美容室で副院長を務めている。幼い頃に母を失い、後妻に入ったヨンオクに反発している。ジェヒを思い続けている。

ノ家の人々（クムスンの嫁ぎ先）
- ノ・ピルド - パク・イナン
ジョンワンの父親。頑固なところもあるが理解力もある。土木現場管理所長をしていたが後に妻に黙って退職していたことがばれて一悶着が起きる。クムスンを温かく見守っている。
- キム・ジョンシム - キム・ジャオク
ジョンワンの母親。わかってはいても愛情を素直に表せない。当初はクムスンにつらく当たるが次第に娘のように可愛がる。長男の嫁ソンランと何かと衝突する。
- ノ・シワン - キム・ユソク
ノ家の長男。一流大学を出て銀行に勤めている。一度も両親の期待を裏切らない息子であったがソンランとの結婚では重大な秘密を両親に隠している。クムスンを妹のように可愛がる。
- ノ・テワン - イ・ミンギ
ノ家の次男。大学を中退し俳優を目指している。ちゃらんぽらんだが弁が立つ。クマと交際を始める。
- ノ・ジョンワン - キム・ナムギル（当時は芸名で出演。当時の芸名はイ・ハン）
ノ家の三男。おっとりとした性格で兄弟の中では母親に一番可愛がられている。大学生でありながらクムスンとできちゃった結婚するが数日後に事故で亡くなってしまう。
- ハ・ソンラン - キム・ソヒョン
シワンの大学時代の同級生。12年後にシワンと再会し交際を始める。当初は結婚を拒むがシワンの情熱に心を動かされて結婚する。重大な秘密を抱えているが後に発覚し大問題になる。
- ノ・フィソン - イ・ウンス
クムスンとジョンワンの間に出来た男の子。3歳から登場する。

ナ家の人々（クムスンの実家）
- キム・ジョムスン - ユン・ヨジョン
クムスンの祖母。クムスンの父親の死後クムスンを女手一つで育て上げた。気性が荒いがクムスンには非常に優しく常に心配している。クムスンには母親は死んだと告げている。
- アン・スンジャ - ヤン・ヒギョン
クムスンの叔母。下宿を営んでいたが夫が夜逃げをするとクムスンの祖母と娘と一緒にソウルに移り住んだ。皮肉屋である。
- ナ・クマ - チェ・ジャヘ
スンジャの娘でクムスンの従妹。クムスンと姉妹の様に仲がいい。教育大卒で教師を目指しているが本意ではない。後にテワンと交際する。
- ナ・サンド - イ・ヒド
クムスンの叔父。地方で事業を営むが失敗しほかの共同経営者を逃がし債権者から逃げ回っている。警察に捕まった終盤から登場する。

チャン家の人々 （ウンジュの実家でクムスンの生みの母の家族）
- キム・ヨンオク - ヤン・ミギョン
クムスンの生みの親。生後間もないクムスンを置いたまま家出したが一日もクムスンのことを忘れてはいない。腎臓病を患って移植がなければ生きられない状態まで進んでいる。
- チャン・キジョン - チャン・ヨン
大学病院に勤務する医者でジェヒを愛弟子として可愛がっている。前妻の死後、ヨンオクと再婚した。ヨンオクが移植でしか生きられないと知りクムスンを探し始める。
- チャン・ウンジン - キム・ソヨン 
ヨンオクとキジョンの間に生まれた娘。自分が後妻の娘だと知らないので母に反発するウンジュを許せない。

ミジャ美容室の人々（クムスンが勤めるジェヒの母親が経営する美容室）
- オ・ミジャ - ユン・ミラ
ジェヒの母親。父親を持たないジェヒを一人で育て上げながら美容院を築いた。ウンジュを嫁に考えて美容院に副院長として迎えた。クムスンに目をかけている。
- ユン・ソラン - ワン・ヒジ
ミジャ美容室のヘアデザイナー。子持ちでがんばるクムスンを可愛がる。
- アン・ヘミ - チェ・ユンソ
クムスンの同僚。様々な手でクムスンをいじめる。

## スタッフ
- 演出 - イ・デヨン
- 脚本 - イ・ジョンソン